# Greg Mansell

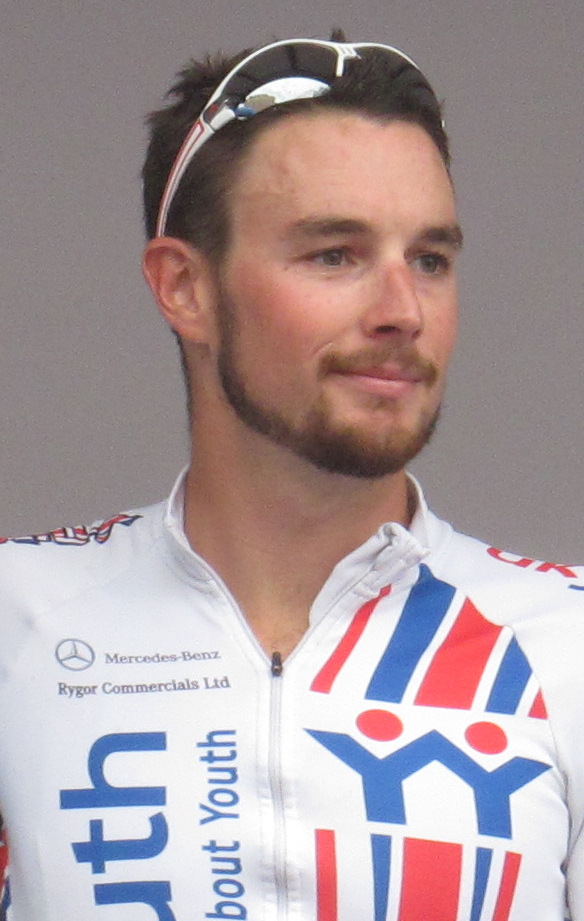
Greg Mansell beim Kriterium von Jersey 2012

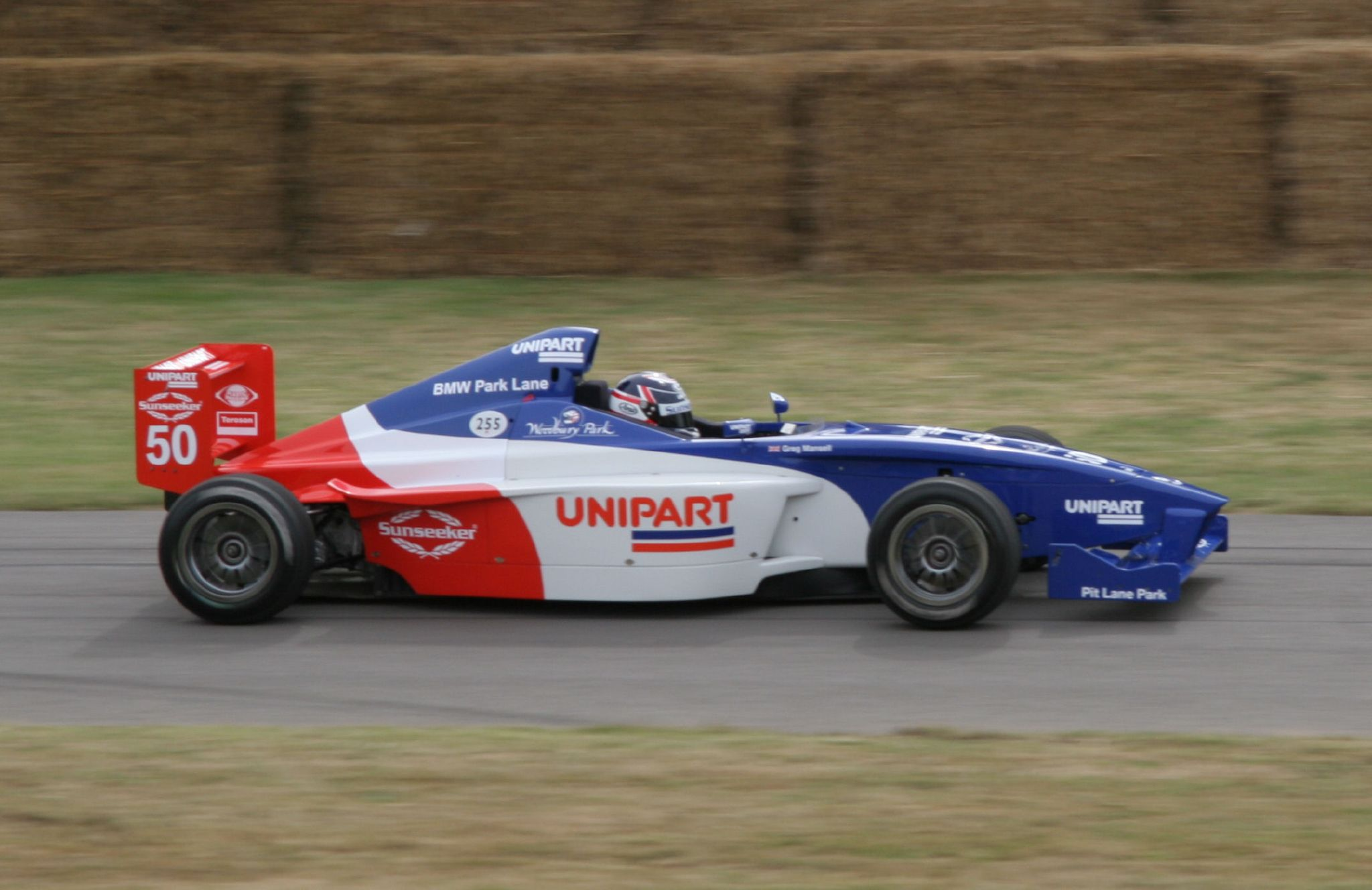
Greg Mansell in der britischen Formel BMW

Greg Nigel Mansell (* 8. November 1987 auf der Isle of Man) ist ein ehemaliger britischer Auto- und Radrennfahrer. Er ist ein Sohn des Formel-1-Weltmeisters Nigel Mansell und jüngerer Bruder des Rennfahrers Leo Mansell.

## Karriere
Greg Mansell begann seine Motorsportkarriere 2005 zusammen mit seinem Bruder Leo im Kartsport. 2006 wechselten die beiden in die britische Formel BMW. Greg Mansell wurde 14. in der Gesamtwertung und holte im Gegensatz zu seinem Bruder Punkte. Nachdem die beiden Brüder bereits 2006 als Gastfahrer an einem Rennen der britischen Formel-3-Meisterschaft an den Start gegangen waren, fuhren beide 2007 für Fortec Motorsport in dieser Serie. Greg Mansell erzielte drei dritte Plätze und belegte damit am Saisonende den zehnten Gesamtrang und lag damit nur einen Platz hinter Sebastian Hohenthal, der ebenfalls für Fortec Motorsport an den Start ging. Seinen Bruder Leo, der schlussendlich 17. wurde, distanzierte er deutlich.
2008 verließen Greg und Leo Mansell Europa und starteten in der Formel Atlantic für den Rennstall Walker Racing. Während Greg Mansell mit mehreren Platzierungen unter den besten zehn Fahrern am Saisonende den zehnten Platz im Gesamtklassement belegte, musste sich Leo, der 19. wurde, erneut seinem jüngeren Bruder geschlagen geben. 2009 kehrte Greg Mansell zurück nach Europa in die World Series by Renault und trat erstmals in einer anderen Rennserie als sein Bruder an. Für Ultimate Motorsport startend war er seinem Teamkollegen Miguel Molina meistens unterlegen und wurde am Saisonende 26. in der Gesamtwertung. Dabei startete er am letzten Rennwochenende für Comtec Racing, da sich Ultimate Motorsport noch vor Saisonende zurückgezogen hatte. Außerdem startete er bei einem Rennen der Formel Atlantic und mit seinem Vater beim 1000-km-Rennen von Silverstone der Le Mans Series.
2010 bestritt Mansell als Teamkollege des Monegassen Stefano Coletti für Comtec Racing seine zweite Saison in der World Series by Renault. Während Coletti Sechster wurde, belegte er am Saisonende den 15. Gesamtrang. Außerdem bestritten er und sein Bruder Leo eine komplette Saison der Le Mans Series für das Team ihres Vaters Nigel. Bei einigen Läufen der Serie und dem 24-Stunden-Rennen von Le Mans 2010 wurden die beiden Söhne zudem von Nigel Mansell auch als Fahrer aktiv unterstützt.
2011 verließ Mansell den Formelsport und wechselte in den GT-Sport. Zusammen mit seinem Bruder Leo tritt er für Lotus Italia Scuderia Giudici in der neuen Blancpain Endurance Series an.

## Radsport
Greg Mansell ist auch als Radsportler aktiv. Bei den Island Games 2011 gewann er für Jersey die Silbermedaille im Kriterium. Seit 2012 fährt er für das britische Continental Team UK Youth Cycling.

### Teams
- 2012 UK Youth Cycling
- 2013 Team UK Youth
- 2014 Team NFTO

## Statistik

### Karrierestationen
| - 2005: Kartsport - 2006: Britische Formel BMW (Platz 14) - 2007: Britische Formel-3-Meisterschaft (Platz 10) | - 2008: Formel Atlantic (Platz 10) - 2009: World Series by Renault (Platz 26) - 2010: World Series by Renault (Platz 15) | - 2011: Blancpain Endurance Series |

### Le-Mans-Ergebnisse
| Jahr | Team                         | Fahrzeug            | Teamkollege | Teamkollege   | Platzierung | Ausfallgrund             |
| ---- | ---------------------------- | ------------------- | ----------- | ------------- | ----------- | ------------------------ |
| 2010 | Beechdean Mansell Motorsport | Ginetta-Zytek GZ09S | Leo Mansell | Nigel Mansell | Ausfall     | Unfall von Nigel Mansell |